# 浦環
浦 環（うら たまき）は、日本の工学者。東京大学名誉教授、元九州工業大学社会ロボット具現化センター長・特別教授、元東京大学生産技術研究所海中工学研究センター長・教授。IEEEフェロー。元全日本学生競技ダンス連盟会長、名誉会長。2019年4月より五島列島に在住。

## 経歴
- 灘高等学校卒業
- 1972年 - 東京大学工学部船舶工学科卒業
- 1974年 - 東京大学大学院工学系研究科修士課程修了
- 1977年 - 東京大学大学院工学系研究科博士課程修了、工学博士論文の題は「船舶工学に対する粒状体力学の応用」[3]。
- 1977年 - 東京大学生産技術研究所講師
- 1978年 - 東京大学生産技術研究所助教授
- 1992年 - 東京大学生産技術研究所教授
- 1999年 - 東京大学生産技術研究所海中工学研究センター長
- 2007年 - IEEEフェロー
- 2007年 - 東京大学海洋アライアンス機構 機構長
- 2013年3月 - 定年退職[4]
- 2013年4月 - 2019年3月 九州工業大学社会ロボット具現化センター長・特別教授[4]
- 2017年 - (一社)ラ・プロンジェ深海工学会[5]代表理事
- 2019年 - (株)ディープ・リッジ・テク[6]代表取締役

## 主な著書
- 『海中ロボット総覧』（成山堂書店）
- 『海中ロボット』（成山堂書店）
- 『海中技術一般（改訂版）』（成山堂書店）
- 『大型タンカーの海難救助論』（成山堂書店）
- 『五島列島沖合に海没処分された潜水艦24艦の全貌』（鳥影社）